# 30363 Dellasantina
30363 Dellasantina este un asteroid din centura principală de asteroizi.

## Descriere
30363 Dellasantina este un asteroid din centura principală de asteroizi. A fost descoperit pe 6 mai 2000 la Socorro, New Mexico, în cadrul proiectului LINEAR. Asteroidul prezintă o orbită caracterizată de o semiaxă mare de 2,44 ua, o excentricitate de 0,16 și o înclinație de 3,3° în raport cu ecliptica.